# Kensal
Kensal é uma cidade localizada no estado norte-americano de Dacota do Norte, no Condado de Stutsman.

## Demografia
Segundo o censo norte-americano de 2000, a sua população era de 161 habitantes.
Em 2006, foi estimada uma população de 151, um decréscimo de 10 (-6.2%).

## Geografia
De acordo com o United States Census Bureau tem uma área de
1,6 km², dos quais 1,6 km² cobertos por terra e 0,0 km² cobertos por água.

## Localidades na vizinhança
O diagrama seguinte representa as localidades num raio de 28 km ao redor de Kensal.